# Tracey Gold
Tracey Gold (New York, 16 maggio 1969) è un'attrice statunitense.

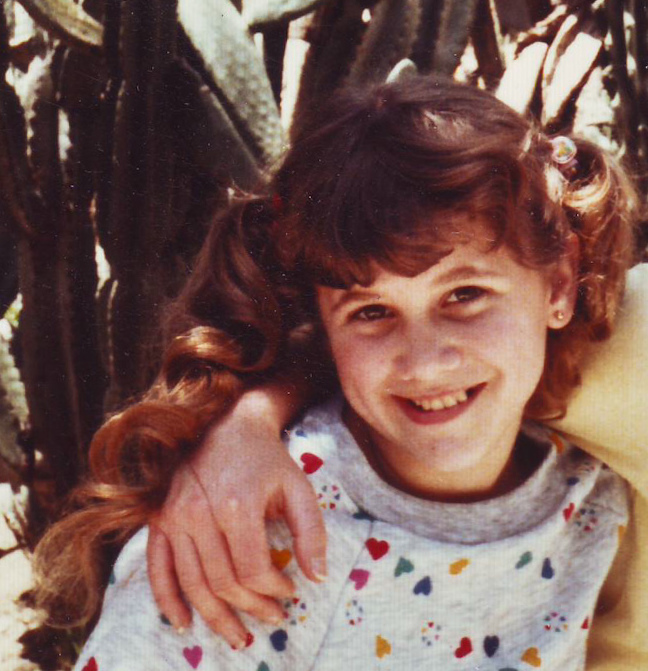

Avendo iniziato a recitare nel 1976, è un'attrice bambina. È diventata nota per il ruolo di Carol Seaver nella sitcom degli anni '80 Genitori in blue jeans.

## Biografia

### Famiglia
Tracey Gold è nata a New York. Sua sorella minore è l'attrice Missy Gold, che è apparsa nella sitcom Benson dal 1979 al 1986; la loro madre, Bonnie Fisher, era una dirigente pubblicitaria.
Il nome "Gold" è una forma abbreviata del nome acquisito da Tracey e Missy quando furono adottati da Harry Goldstein, che sposò Fisher quando Tracey era una bambina in età prescolare; anche lui era un attore (aveva avuto ruoli secondari in Carrie - Lo sguardo di Satana e in The Secrets of Isis) e in seguito divenne un agente di Hollywood. Missy e Tracey hanno tre sorelle più giovani, Brandy, Jessica (Jessie) e Cassandra (Cassie) Gold. Sia Brandy che Jessie sono attrici.

### Carriera
Gold è attrice dall'età di quattro anni, apparendo per la prima volta in una pubblicità della Pepsi. È apparsa in due serie minori, Shirley con Shirley Jones del 1979 e Goodnight Beantown, con Bill Bixby del 1983. Gold fu originariamente scelta come la figlia più giovane nella serie pilota originale della sitcom La piccola grande Nell con Nell Carter, ma fu poi sostituita dall'attrice Lara Jill Miller. Ha interpretato una delle quattro figlie di Albert Finney e Diane Keaton nel film Spara alla luna (1982). Gold ha anche recitato come guest star nella serie Benson di sua sorella Missy nel 1985, interpretando la cugina del personaggio di Missy, Katie Gatling.
Nel 1985, Gold ha fatto un'audizione per il ruolo di Carol Seaver in Genitori in blue jeans ma inizialmente non fu scelta. L'attrice scelta per la puntata pilota era Elizabeth Ward, che aveva recitato insieme a Gold in The Hand-Me-Down Kid, della serie ABC Afterschool Specials del 1983. Tuttavia il panel che doveva valutare l'episodio pilota non apprezzò Ward nel ruolo di Carol e questa fu prontamente sostituita da Gold. Genitori in blue jeans andò in onda dal 1985 al 1992. Durante questo periodo Gold divenne una famosa teen star ma iniziò a soffrire di anoressia. Nel 1988 Gold interpretò anche il ruolo di Angela Strull nel film per adolescenti La sera del ballo.
Il 9 agosto 1988, Tracey e le sue due sorelle furono le uniche celebrità al funerale di Judith Barsi, un'attrice bambina uccisa dal padre, dopo anni di abusi fisici e psicologici.
Dopo la fine della serie, Gold ha continuato a lavorare come attrice: nel decennio successivo recitò in diversi film per la televisione.

### La battaglia contro l'anoressia
Gold divenne famosa per la sua battaglia contro l'anoressia nervosa, che quasi la uccise. Gold dice di aver pensato alle diete dall'età di circa sette anni, avendo imparato la parola e il concetto nei tanti set televisivi in cui aveva lavorato come attrice bambina. Si iniziò a preoccupare per il film televisivo The Best Little Girl in the World, con l'attrice Jennifer Jason Leigh, riguardante un'adolescente anoressica. Nella sua autobiografia, Gold afferma che nel tentativo di controllare il suo sviluppo e il diventare donna, ha iniziato a limitare ciò che mangiava. Quando aveva 11 anni, le sono state diagnosticate le prime fasi dell'anoressia dal pediatra di famiglia dopo una perdita di peso che aveva accompagnato uno scatto di crescita. In seguito tornò a un peso normale per la maggior parte della sua adolescenza. Nel 1988, all'età di 19 anni, Gold prese peso durante l'interruzione della serie Genitori in blue jeans. In quella stagione, le sceneggiature della sitcom chiedevano che lei fosse l'oggetto delle barzellette dei suoi fratelli in molte occasioni.
A partire dall'ottobre 1988, Gold passò da 133 a circa 110 libbre, con una dieta di 500 calorie al giorno sotto controllo medico, ma ancora occasionalmente le sceneggiature includevano battute sul grasso riguardanti la ragazza. Nella sua autobiografia, afferma che tra il 1989 e il 1991 divenne sempre più ossessionata dal cibo e dal suo peso e continuò a perdere peso lentamente e costantemente. Nel 1990 Gold iniziò la terapia di gruppo nell'ambito di un programma per i disturbi alimentari ma imparò solo altri modi per perdere peso. Nel 1991, iniziò a rinunciare al cibo, a vomitare e perse una grande quantità di peso, al punto che fu ricoverata in ospedale all'inizio del 1992. Si stima che il suo peso più basso fosse vicino alle 80 libbre. Fu sospesa dal lavoro nella serie per il suo aspetto scheletrico. Le foto del corpo emaciato di Gold erano appese su tutti i giornali scandalistici, e lei fu una delle prime celebrità ad essere formalmente riconosciuta anoressica. È apparsa per l'ultima volta nell'episodio del 1991, "Ménage a Luke" dopo aver perso i due episodi precedenti in cui il suo problema era molto evidente in alcune scene, e non tornò fino agli ultimi due episodi della serie nella tarda primavera del 1992.
Dopo diversi anni di lotta, Gold alla fine si riprese e recitò nel film televisivo For the Love of Nancy (1994) con Jill Clayburgh. Il film esplorava la battaglia di una giovane donna con l'anoressia e i suoi effetti sulla famiglia. Sebbene fosse consapevole della possibilità di aver avuto danni ai suoi organi riproduttivi causati dall'anoressia, Gold riuscì ad avere in seguito quattro figli. Quando compì trent'anni raggiunse e mantenne un peso normale per una donna della sua età e spesso partecipa a incontri in cui avverte le giovani donne sui pericoli dei disturbi alimentari, pur continuando a lavorare come attrice.

## Filmografia parziale

### Cinema
- Spara alla luna (Shoot the Moon), regia di Alan Parker (1982)
- Tempi migliori (The Best of Times), regia di Roger Spottiswoode (1986)
- The Willies, regia di Brian Peck (1990)
- Lo scroccone e il ladro (What's the Worst That Could Happen?), regia di Sam Weisman (2001)
- All Hallows' Eve, regia di Charlie Vaughn (2016)

### Televisione
- Capitani e Re (Captains and the Kings) - miniserie televisiva (1976)
- Radici (Roots) - miniserie televisiva (1977)
- The Dark Secret of Harvest Home - miniserie televisiva (1978)
- Signore e signori buonasera (Goodnight, Beantown) - serie TV, 18 episodi (1983-1984)
- Genitori in blue jeans (Growing Pains) - serie televisiva (1985-1992)
- Per amore di Nancy - Film (1994)
- Per il bene di un bambino (A Kidnapping in the Family), regia di Colin Bucksey - film TV (1996)
- Contatto finale (Final Approach), regia di Armand Mastroianni – film TV (2007)

## Doppiatrici italiane
- Rossella Acerbo in Genitori in blue jeans
- Laura Latini in Per il bene di un bambino